# Przekształcenie unitarne
Przekształcenie unitarne, przekształcenie ortogonalne – przekształcenie liniowe dwóch przestrzeni unitarnych (euklidesowych) zachowujące iloczyn skalarny, tzn. taka bijekcja {\displaystyle \mathrm {U} \colon X\to Y} tych przestrzeni, dla której zachodzi
|  |  | {\displaystyle {\big \langle }\mathrm {U} (\mathbf {x} ),\mathrm {U} (\mathbf {y} ){\big \rangle }=\mathbf {x} \cdot \mathbf {y} } |  | (1) |

dla wszystkich {\displaystyle \mathbf {x} ,\mathbf {y} \in X,} gdzie {\displaystyle \cdot } oznacza iloczyn skalarny w {\displaystyle X,} a {\displaystyle \langle \cdot ,\cdot \rangle } jest iloczynem skalarnym w {\displaystyle Y.}
Macierzą tego przekształcenia jest macierz unitarna (lub macierz ortogonalna). Jeśli {\displaystyle X=Y,} to przekształcenie to nazywa się operatorem unitarnym na {\displaystyle X.} Każde przekształcenie unitarne jest izometrią. Pojęcie to odgrywa istotną rolę w teorii przestrzeni Hilberta (będącej przestrzenią unitarną).
Każde przekształcenie unitarne zachowuje długości wektorów, co wynika z przyjęcia {\displaystyle \mathbf {x} =\mathbf {y} } w (1).